# Pierre Carette
Pierre Carette (Charleroi, 21 september 1952) is een Belgische activist en veroordeeld crimineel. Hij was de leider van de Belgische linkse actiegroep Cellules Communistes Combattantes (CCC). Carette kreeg voor zijn betrokkenheid bij terreuraanslagen in het midden van de jaren 80 levenslange opsluiting.
Carettes vader was ambtenaar bij het ministerie van Justitie, zijn moeder was als psychologe in het onderwijs werkzaam. Hij genoot een opleiding gravure aan de Academie voor Schone Kunsten en werkte in drukkerijen.
Zijn politiek engagement begon Carette bij de oprichting van een comité ter ondersteuning van gevangen leden van de RAF in Duitsland. Daarvoor had hij reeds drukwerk uitgegeven dat opriep tot een gewapende strijd tegen het kapitalisme, onder andere vertalingen van RAF-pamfletten. In 1982 gaf hij korte tijd het tijdschrift Subversion uit. Kort daarna was hij de drijvende kracht achter de oprichting van de CCC. Vanaf oktober 1984 pleegde deze terreurgroep een reeks aanslagen tegen politieke en militaire doelwitten, tot Carette samen met drie medestanders op 16 december 1985 in een Quick-fastfoodrestaurant in Namen gearresteerd werd in een snel geïmproviseerde gezamenlijke actie van de Staatsveiligheid, de Rijkswacht en de Gerechtelijke Politie. De zwaarste menselijke tol die de acties van Carette en de CCC hebben geëist zijn twee gedode Brusselse brandweermannen, die omkwamen in een bomaanslag op het hoofdkwartier van het VBO in Brussel op 1 mei 1985. Dit ongewenste dodental zou  volgens Carette te wijten zijn aan de handelingen van de Rijkswacht, die - ondanks hun informatie en kennis omtrent de geplaatste explosieven - de brandweer niet zou hebben ingelicht. Een aanslag die de CCC  in een slecht daglicht zou plaatsen bij het merendeel van de Belgische bevolking.
Het assisenproces van de CCC-leden vond plaats in 1988. Vooral de dood van de twee brandweerlieden bij de aanslag op het gebouw van het VBO op 1 mei 1985 in Brussel woog zwaar en in oktober 1988 werd Carette veroordeeld tot levenslang.
Op 25 februari 2003 werd Carette als laatste gevangen CCC-lid vervroegd vrijgelaten uit de Centrale gevangenis van Leuven. Reeds vanuit de gevangenis had Carette in 2002 zonder toelating een telefonisch interview gegeven aan journalisten van het VRT-programma Ter Zake. In september 2003 was hij te zien in het VRT-programma Nachtwacht in een confrontatie met voormalig premier Wilfried Martens, die in de jaren 80 zelf nog politiebescherming gekregen had tegen de CCC, nadat de CCC een bomaanslag op zijn kantoor had gepleegd waar Martens ongeschonden uit kwam. Carette schoof de verantwoordelijkheid voor de twee gedode Brusselse brandweermannen volledig af op de Rijkswacht, hoewel hij en zijn kompanen bij de aanslag van 1 mei 1985 zélf de bomauto geplaatst en de tijdbom geactiveerd hadden. In klassieke militante marxistische bewoordingen maakte Carette duidelijk dat hij nog steeds fanatiek achter zijn overtuigingen stond en dat “de strijd verdergaat”.  
Op 5 juni 2008 werd Carette weer opgepakt wegens het schenden van de voorwaarden van zijn voorwaardelijke vrijlating (hij mocht geen activistisch politiek contact meer opnemen met zijn kompanen), al besliste de strafuitvoeringsrechtbank een kleine week later dat hij niet terug naar de gevangenis moest wegens geen bewijs dat de contacten met zijn ex-kompaan Bertrand Sassoye niet-pacifistisch waren.